# Bauer Giles von Ham
Bauer Giles von Ham (englischer Originaltitel: Farmer Giles of Ham) ist ein Werk von J. R. R. Tolkien, das der Literaturgattung der Kunstmärchen zuzurechnen ist. Erschienen ist es erstmals 1949 im Verlag George Allen & Unwin, geschrieben wurde es jedoch schon um 1937.

## Inhalt
Der gutmütige, bauernschlaue, jedoch nicht allzu mutige Bauer Giles von Ham vertreibt mehr durch Zufall als durch Mut oder Können einen Riesen, der sich verlaufen hat, von seinem Grundstück. Daraufhin wird er durch Mundpropaganda zum Helden stilisiert. Letztlich hört auch Augustus Bonifacius, König des „Mittleren Königreichs“, und Lehnsherr Giles’ von dieser Heldentat und lässt ihm als Dank ein altes Schwert zukommen (ein solches Schwert war am Hofe aus der Mode, doch für einen Simpel wie Giles eine ausreichende Gabe).
Unter anderem angeregt durch die Erzählungen des verirrten Riesen macht sich derweil ein alter und verschlagener Drache namens Chrysophylax Dives auf, und verwüstet die Länder nahe Giles Hof. Bedrängt von den übrigen Dorfbewohnern muss sich Giles, nachdem er mit diversen Ausflüchten gescheitert ist, dem Drachen gegenüberstellen. Der Zufall will es, dass das Schwert, welches er zum Dank erhielt, das berüchtigte Schwert „Caudimordax“ oder Schwanzbeißer ist, das aus der Scheide herausspringt, sobald ein Drache nahe ist, und beinahe selbstständig gegen Chyrsophylax kämpft. Verwundet und völlig erschöpft, bricht Chrysophylax nach langer Hatz über die Felder vor der Dorfkirche zusammen. Chrysophylax bietet den Dörflern einen Großteil seines Schatzes, damit sie sein Leben schonen.
Als der König davon erfährt, will er den Löwenteil des Schatzes für sich beanspruchen, doch, wie für den Leser zu erwarten, denkt der verschlagene Drache nicht daran zurückzukehren.
Giles wird vom König dazu verpflichtet, die königlichen Ritter zu begleiten, die den Drachen an seine Versprechen erinnern oder töten sollen. Von Chrysophylax angegriffen, fliehen die Ritter jedoch alle im entscheidenden Moment, sodass sich Giles dem Drachen alleine gegenübersieht. Wiederum schafft er es mit einer gehörigen Portion Glück, seiner Schläue und nicht zuletzt mit Hilfe seines Schwertes, einen Teil seines Schatzes an sich zu bringen und sogar den Drachen in seine Dienste zu zwingen. Als der König davon erfährt und sich in seiner Gier den Schatz unter den Nagel reißen will, sagt sich der nun weltgewandter werdende Bauer von ihm los und gründet das „Kleine Königreich“, dessen Sicherheit von nun an Chrysophylax gewährleistet. Zum Ende seines Lebens lässt Giles den Drachen frei, der selbstverständlich immer noch einen gewaltigen Teil des Schatzes in seiner Höhle gehortet hatte.

## Bedeutung
Die Bedeutung der Erzählung Farmer Giles von Ham ist in seiner exemplarischen Funktion für Tolkiens Konzeption von (phantastischer) Literatur (besonders Märchen, engl. fairy tales) zu sehen. Tolkien sieht als wichtigste Aufgabe des Märchens eine heilsame (und keine moralische) Wirkung für den menschlichen Geist an: die Gesundung der menschlichen Einbildungskraft, die Schärfung des ästhetischen Bewusstseins und den Trost, den die Flucht in die imaginäre Welt bildet. Darunter versteht er nicht den Vorwurf des Eskapismus, sondern die Flucht, die heilsam ist, weil sie hilft, Dinge, die in der realen Welt nicht zu ändern sind, besser und gesünder zu ertragen („escape of the prisoner“). Das stets gute Ende eines Märchens (er prägt dafür den Begriff „Eukatastrophe“) ist für ihn essentiell für die Trosterfahrung (siehe dazu Tolkiens als Vortrag gehaltenes Essay On fairy stories von 1939).
Farmer Giles von Ham erfüllt als Kunstmärchen alle wesentlichen Elemente, die auch für ein Volksmärchen gelten. Darüber hinaus enthält es aber für Märchen eher untypische satirisch-parodistische und humorvolle Aspekte. Tolkiens Arbeitsgebiet entsprechend finden sich viele philologische Anspielungen, die die Arbeitsweise der Philologen karikieren. So erklärt er beispielsweise die Entstehung des Namens Themse (engl. Thames) durch das Wort „tame“ (dt. zahm), da Giles ja Herr eines gezähmten Drachen geworden sei. Viele Namen in seinem Märchen sind entweder sprechende Namen (Chrysophylax = Wächter des Goldes) oder enthalten Anspielungen auf historische oder mythologische Figuren (beispielsweise auf Hannibals Gegenspieler Fabius Cunctator im Namen des feigen Schmieds Fabricius (sic!) Cuncator und der Name von Giles’ Hund (Garm ist der Hund der Totengöttin Hel).)